# Cosmarium globosum
Cosmarium globosum  là một loài Song tinh tảo trong họ Desmidiaceae, thuộc chi Cosmarium.